# Storö
Storö este o arie protejată (arie specială de conservare — SAC, sit de importanță comunitară — SCI, arie de protecție specială avifaunistică — SPA) din Suedia întinsă pe o suprafață de 452,2 ha, integral pe uscat.

## Localizare
Centrul sitului Storö este situat la coordonatele 57°11′19″N 16°29′15″E / 57.1886°N 16.4876°E.

## Înființare
Situl Storö a fost declarat arie de protecție specială avifaunistică în decembrie 1996 pentru a proteja 6 specii de animale. Alte tipuri de protecție:
- sit de importanță comunitară (în ianuarie 1997)
- arie specială de conservare (în martie 2011)[1][3][4]

## Biodiversitate
Situată în ecoregiunile boreală și marină baltică, aria protejată conține 10 habitate naturale: Păduri caducifoliate de mlaștină fino-scandinave, Mlaștini împădurite, Insulițe și insule mici din Baltica boreală, Lagune de coastă, Golfuri mici largi și golfuri puțin adânci, Ape oligotrofe din câmpii nisipoase, cu un conținut foarte redus de minerale (Littorelletalia uniflorae), Taiga vestică, Roci stâncoase cu vegetație pionieră de Sedo-Scleranthion sau Sedo albi-Veronicion dillenii, Recifuri, Faleze cu vegetație de pe coastele atlantice și baltice.
La baza desemnării sitului se află mai multe specii protejate de  păsări (6): ciocănitoare neagră (Dryocopus martius), vultur pescar (Pandion haliaetus), pescăriță mare (Sterna caspia), chiră de baltă (Sterna hirundo), Sterna paradisaea,  cocoș de munte (Tetrao urogallus).